# Чжэн Юньдуань
Чжэн Юньдуань (кит. 郑允端, ок. 1327—1356) — китайская поэтесса из династии Юань.
Ее семья происходила из города Сучжоу и была известна своими учеными. Отец и братья Чжэн Юньдуань были учителями, преподавали основы конфуцианства, и были хорошо известны. Произведения Чжэн Юньдуань находились под сильным влиянием Ду Фу.